# Love, Life and Laughter
Love, Life and Laughter é um filme de comédia dramática produzido no Reino Unido e lançado em 1934.